# Истанбул
Истанбул (тур. İstanbul), кроз историју познат као Византион, Константинопољ и Цариград, најнасељенији је град у Турској Републици и привредно, културно и историјско средиште земље. Истанбул је трансконтинентални град у Евроазији, смјештен на Босфорском мореузу (који раздваја Европу и Азију) између Мраморног и Црног мора. Привредно и историјско средиште лежи у европском дијелу, док на азијској страни живи око трећине становништва града. Град је управно средиште Метрополитанске општине Истанбул (која се подудара са Истанбулским вилајетом), која има више од 15 милиона становника. Истанбул је један од најнасељенијих градова на свијету, седми највећи град на свијету и највећи град у Европи. Истанбул се сматра мостом између Истока и Запада.
Основан као Византион на рту Сарајбурну око 660. године прије н. е, град је по величини и утицају постао један од најважнијих у историји. Након што је поново основан као Константинопољ 330. године н. е, град је био царска пријестоница за скоро 16 држава, међу којима су Римско/Ромејско (330—1204. и 1261—1453), Латинско (1204—1261) и Османско (1453—1922) царство. Град је био полазна тачка ширења хришћанства током Римског и Ромејског царства, прије османског освајања 1453. године, када је претворен у исламску тврђаву и средиште Османског калифата.
Међу важним карактеристикама Истанбула су стратешки положај на Путу свиле, жељезничка мрежа ка Европи и Блиском истоку, као и једина поморска веза између Црног и Средоземног мора која је створила космополитско друштво, иако је то мање од оснивања Турске Републике 1923. године. Иако је Истанбул у међуратном периоду изгубио трку за нову турску пријестоницу од Анкаре, град се од тада поново уздигао у геополитичким и културним питањима. Становништво града је од педесетих година 20. вијека порасло за десет пута, због прилива досељеника из цијеле Анадолије, због чега су се границе града прошириле. Умјетничке, музичке, филмске и културне свечаности у граду се поново одржавају од краја 20. вијека. Побољшана инфраструктура довела је до комплексне саобраћајне мреже.
Отприлике 9,16 милиона страних посјетилаца пристигло је у Истанбул 2017. године, седам година од када је град проглашен за Европску пријестоницу културе, што је град учинило десетом најпопуларнијом туристичком одредницом на свијету. Највећа знаменитост града је историјско средиште, које се дјелимично налази на списку Свјетске баштине Унеска, док се културним и забавним средиштем сматра градска природна лука, Златни рог, који се налази у округу Бејоглу. Као један од глобалних градова, Истанбул се сматра једном од најбрже растућих економских метропола на свијету. Град је сједиште многих турских предузећа и медија и чини више од четвртине бруто домаћег производа земље. У нади да ће искористити своју ревитализацију и убрзано ширење, Истанбул је пет пута за двадесет година затражио да буде домаћин одржавања Љетних олимпијских игара.

## Назив
Први познати назив града је Византион (грч. Βυζάντιον), а њега су му дали колонисти Мегаре око 660. године прије н. е. Сматра се да је име изведено из личног имена Бизас. Према старогрчкој традицији назив града потиче од имена легендарног краља који је предводио грчке колонисте. Савремени научници износе хипотезу према којој је име Бизас мјесног трачког или дачког поријекла и да је по њему мегаренско насеље добило име.
Након што је Константин Велики град учинио источном пријестоницом Римског царства 330. године н. е, град је постао познат као Константинопољ (грч. Κωνσταντινούπολις; у преводу „Константинов град”). Покушао је промовисати назив Нови Рим (грч. Νέα Ῥώμη), али тај назив није заживио. Константинопољ је остао најчешћи назив за град све до успостављања Турске Републике. Назив Константинопољ за град током османске владавине (од средине 15. вијека) данас се међу Турцима сматра политички некоректним.
До 19. вијека, град је добио друга имена која су користили странци или Турци. Европљани су користили назив Константинопољ за цио град, али су назив Стамбол — као и сами Турци — користили за полуострво између Златног рога и Мраморног мора. Назив Пера (на грч. „преко”) кориштен је за површину између Златног мора и Босфора, али Турци су користили назив Бејоглу (данас званичан назив једног од градских округа). Исламбол (што значи „Град Ислама” или „Пун Ислама”) био је назив који се понекад колоквијално односио на град, чак се налазио и на османском кованом новцу, али вјеровање да је то име претходило данашњем називу града очигледно је погрешно због чињенице да је назив Истанбул постојао много прије назива Исламбол, чак прије османског освајања града.
Уобичајено је мишљење да назив Истанбул долази од средњовјековног грчког израза εἰς τὴν Πόλιν (чита се: ис тим болин) што значи „у/ка граду” и на тај начин је град означаван у говору мјесних Грка. То је одражавало његов статус, као јединог великог града у близини. Важност Константинопоља у османском свијету одражавало је и његово османско име „Врата благостања” (тур. Der Saadet). Друго мишљење указује да се назив развио непосредно из имена Константинопољ, при чему су први и трећи слогови испуштени. Турска народна етимологија указује да назив града води од сложенице Ислам бол (тур. Islam bol — „мноштво Ислама”), јер је град називан Исламбол („мноштво Ислама”) или Исламбул („пронаћи Ислам”) као средиште Османског калифата. Први назив је потврђен убрзо послије освајања, а поријекло имена поједини савремени писци приписују султану Мехмеду II. Поједини османски извори из 17. вијека, као што су списи Евлије Челебије, описују назив као уобичајени турски назив из тог времена; између краја 17. и краја 18. вијека, назив је такође био у званичној употреби. Прва употреба ријечи Исламбол била је на кованом новцу из 1703. године из периода владавине султана Ахмеда III. Назив Истанбул почео се користили широм свијета тек послије увођења латинице у турски језик 1928. године и позива другим земљама да користе турски назив града.
Међу Словенима била је учесталија употреба назива Цариград за пријестоницу Ромејског, а касније Османског царства. Назив је старословенски превод грчког назива Βασιλὶς Πόλις („Царев град”). Стамбол је стари народни назив за Истанбул у српском језику. Коришћен у словенским територијама под османском управом (данашње Босна и Херцеговина, Црна Гора, Србија, Северна Македонија и Бугарска). Етимологија је очигледно од измјењеног изговора назива Истанбул. Назив Стамбол среће се у старој српској народној поезији и фолклору.

## Географија
Истанбул се налази на сјеверозападу Турске у Мраморној регији и простире се на укупно 5.343 km². Босфор, који спаја Мраморно море са Црним морем, раздваја град на европски (тракијски) дио — на коме се налази историјско и економско средиште — и на азијски (анадолијски) дио. Град је даље подијељен Златним рогом, природном луком која окружује полуострво на коме су основани бивши Византион и Константинопољ. Ушће Мраморног мора, Босфора и Златног рога у срцу данашњег Истанбула одвраћало је нападачке снаге хиљадама година и остало је истакнута особина градског пејзажа.
Пратећи модел Рима, историјско полуострво карактерише седам брежуљака, на коме се издиже по једна царска џамија. На најисточнијем брежуљку налази се Топкапи сарај у Сарајбурну. Супротно од Златног рога уздиже се још један, конусни брежуљак, на коме се налази данашњи округ Бејоглу. Због топографије, грађевине на простору Бејоглуа су некада биле изграђене помоћу терасастих потпорних зидова. Ускудар на азијској страни има сличне брдовите карактеристике, са тереном који се постепено протеже до обале Босфора, али пејзаж у Шемсипаши и Ајазми је грубљи, сличан гребену. Највиша тачка у Истанбулу је брдо Чамлика, са надморском висином од 288 м. Сјеверна половина Истанбула има већу просјечну висину у односу на јужну обалу, са тачкама које прелазе 200 м и неким обалама са стрмним литицама које личе на фјордове, посебне око сјеверног дијела Босфора, гдје се отвара ка Црном мору.
Истанбул се налази у близини Сјеверноанадолијског расједа, неспоредно поред граница између Евроазијске и Афричке плоче. Ова зона расједа, која се протеже од сјеверне Анадолије до Мраморног мора, одговорна је за неколико смртоносних потреса током историје града. Међу најразорнијим земљотресима најпознатији је земљотрес 1509. године, који је је узроковао цунами који је пробио градске зидине и усмртио више до 10.000 људи. Скорији земљотрес, из 1999. године, са епицентром у Измиру усмртио је 18.000 људи, укључујући 1.000 предграђу Истанбула. Становници Истанбула су и даље забринути због могућих катастрофалних сеизмичких дешавања која могу задесити град у будућности, будући да хиљаде грађевина које су недавно изграђене како би смјестиле убрзано растуће становништво можда нису правилно конструисане. Сеизмолози истичу да је вјероватноћа од 60% да ће земљотрес јачине од 7,6 магнитуда или више задесити град до 2030. године.

### Клима
Према Кепеновој класификацији климата, Истанбул се налази на граници средоземне, влажне суптропске и морске климе, због свог положаја у прелазној климатској зони. Количина падавина у љетњем периоду се креће од 20 mm до 65 mm, зависно од мјеста, град се не може класификовати као средоземни или влажно суптропски. Због величине града, разноврсне топографије, положаја уз море и што обале града излазе на двије различите водене површине на сјеверу и југу, Истанбул има своје микроклиме. Сјеверна половина града, као и босфорска обала, изражава особине морске и влажне суптропске климе, због влаге која долази из Црног мора и релативно високе концентрације вегетације. Клима у насељеним областима јужне половине града, смјештеним у близини Мраморног мора, јесте топлија, сувља и са мањом влажношћу. Годишње падавине у сјеверној половини града могу бити двоструко веће (Бахчекеј 1.166,5 mm), него у јужној половини, мраморном приобаљу (Флорја 635,0 mm). Постоји значајна разлика између годишњих просјечних температура на сјеверној и јужној обали, тако да је у Бахчекеју просјечна температура 12,8 °C, а у Карталу 15,93 °C. На просторима вилајета који су знатно удаљенији од приобаља климатски услови имају континенталне особине, са израженим температурним разликама током дана и ноћи и љети и зими. Током зиме у неким дијеловима вилајета температура пада и до 0 °C или ниже.
Влажност у Истанбулу достиже 80%, нарочито у јутарњим часовима. Због тога је магла веома честа, а најчешћа је у сјеверним дијеловима града и даље од центра града. Густа магла доводи до поремећаја саобраћа у региону, укључујући и на Босфору, а често је присутна током јесењих и зимских мјесеци када влажност остаје висока и у поподневним часовима. Влажни услови и магла се често до подне разиђу током љетњих мјесеци, али дуготрајна влажност отежава подношење умјерено високих љетњих температура. Током љетњих мјесеци просјечна висока температура је 29 °C, а падавине су неуобичајене; између јуна и августа мјерљиве количине падавина забиљеже се у просјеку током само петнаест дана. Љетни мјесеци имају највећу концентрацију грмљавина.
Зима је хладнија у Истанбулу него у осталим градовима у Средоземљу, са просјечним температуром 1—4 °C. Снијежни ефекат језера из Црног мора је уобичајен, иако га је тешко прогнозирати, са потенцијалом да буде штетан — као и магла — и реметилачки за градску инфраструктуру. Прољеће и јесен су благи, али често мокри и непредвидљиви; хладни вјетрови са сјеверозапада и топли вихори са југа — понекад у истом дану — имају тенденцију да изазову флуктуације температуре. Истанбул има годишњи просјек од 130 дана са знатним падавинама, са просјечно 810 mm по години. Највиша и најнижа температура у центру града на Мраморној обали су 40,5 °C и −16,1 °C. Најобилнија киша забиљежена у једном дану је 227 mm, а највећи забиљежени снијежни покривач је 80 cm.
| Клима Истанбул (Саријер), 1950—2015.                         | Клима Истанбул (Саријер), 1950—2015. | Клима Истанбул (Саријер), 1950—2015. | Клима Истанбул (Саријер), 1950—2015. | Клима Истанбул (Саријер), 1950—2015. | Клима Истанбул (Саријер), 1950—2015. | Клима Истанбул (Саријер), 1950—2015. | Клима Истанбул (Саријер), 1950—2015. | Клима Истанбул (Саријер), 1950—2015. | Клима Истанбул (Саријер), 1950—2015. | Клима Истанбул (Саријер), 1950—2015. | Клима Истанбул (Саријер), 1950—2015. | Клима Истанбул (Саријер), 1950—2015. | Клима Истанбул (Саријер), 1950—2015. |
| Показатељ \ Мјесец                                           | .Јан.                                | .Феб.                                | .Мар.                                | .Апр.                                | .Мај.                                | .Јун.                                | .Јул.                                | .Авг.                                | .Сеп.                                | .Окт.                                | .Нов.                                | .Дец.                                | .Год.                                |
| ------------------------------------------------------------ | ------------------------------------ | ------------------------------------ | ------------------------------------ | ------------------------------------ | ------------------------------------ | ------------------------------------ | ------------------------------------ | ------------------------------------ | ------------------------------------ | ------------------------------------ | ------------------------------------ | ------------------------------------ | ------------------------------------ |
| Апсолутни максимум, °C (°F)                                  | 22,0 (71,6)                          | 23,2 (73,8)                          | 29,3 (84,7)                          | 33,6 (92,5)                          | 34,5 (94,1)                          | 40,0 (104)                           | 41,5 (106,7)                         | 39,6 (103,3)                         | 36,6 (97,9)                          | 34,0 (93,2)                          | 26,5 (79,7)                          | 25,8 (78,4)                          | 41,5 (106,7)                         |
| Максимум, °C (°F)                                            | 8,5 (47,3)                           | 9,0 (48,2)                           | 10,8 (51,4)                          | 15,4 (59,7)                          | 20,0 (68)                            | 24,6 (76,3)                          | 26,6 (79,9)                          | 26,8 (80,2)                          | 23,7 (74,7)                          | 19,1 (66,4)                          | 14,7 (58,5)                          | 10,8 (51,4)                          | 17,5 (63,5)                          |
| Просјек, °C (°F)                                             | 5,7 (42,3)                           | 5,7 (42,3)                           | 7,0 (44,6)                           | 11,1 (52)                            | 15,7 (60,3)                          | 20,4 (68,7)                          | 22,9 (73,2)                          | 23,1 (73,6)                          | 19,8 (67,6)                          | 15,6 (60,1)                          | 11,5 (52,7)                          | 8,0 (46,4)                           | 13,88 (56,98)                        |
| Минимум, °C (°F)                                             | 3,2 (37,8)                           | 3,1 (37,6)                           | 4,2 (39,6)                           | 7,7 (45,9)                           | 12,1 (53,8)                          | 16,5 (61,7)                          | 19,5 (67,1)                          | 20,1 (68,2)                          | 16,8 (62,2)                          | 13,0 (55,4)                          | 8,9 (48)                             | 5,5 (41,9)                           | 10,88 (51,6)                         |
| Апсолутни минимум, °C (°F)                                   | −11,0 (12,2)                         | −8,4 (16,9)                          | −5,8 (21,6)                          | −1,4 (29,5)                          | 3,0 (37,4)                           | 8,5 (47,3)                           | 12,0 (53,6)                          | 12,3 (54,1)                          | 7,1 (44,8)                           | 0,6 (33,1)                           | −2,2 (28)                            | −7,0 (19,4)                          | −11 (12,2)                           |
| Количина падавина, mm (in)                                   | 105,0 (4,134)                        | 78,0 (3,071)                         | 70,8 (2,787)                         | 45,2 (1,78)                          | 34,1 (1,343)                         | 35,0 (1,378)                         | 31,6 (1,244)                         | 40,7 (1,602)                         | 59,5 (2,343)                         | 90,0 (3,543)                         | 101,3 (3,988)                        | 122,0 (4,803)                        | 813,2 (32,016)                       |
| Дани са падавинама (≥ 0.1 mm)                                | 17,5                                 | 15,3                                 | 13,8                                 | 10,4                                 | 8,1                                  | 6,1                                  | 4,2                                  | 4,9                                  | 7,4                                  | 11,3                                 | 13,2                                 | 17,2                                 | 129,4                                |
| Сунчани сати — дневни просјек                                | 2,3                                  | 3,1                                  | 4,3                                  | 6,0                                  | 8,1                                  | 10,0                                 | 10,4                                 | 9,5                                  | 8,1                                  | 5,3                                  | 3,4                                  | 2,2                                  | 6,06                                 |
| Сунчано време — месечни проценти                             | 23                                   | 28                                   | 36                                   | 46                                   | 58                                   | 67                                   | 69                                   | 68                                   | 68                                   | 48                                   | 34                                   | 24                                   | 47,4                                 |
| Извор: Турска државна метеоролошка служба (сунце, 1960—2012) |                                      |                                      |                                      |                                      |                                      |                                      |                                      |                                      |                                      |                                      |                                      |                                      |                                      |

| Клима Истанбул (Киречбурну, Саријер), 1949—1999.      | Клима Истанбул (Киречбурну, Саријер), 1949—1999. | Клима Истанбул (Киречбурну, Саријер), 1949—1999. | Клима Истанбул (Киречбурну, Саријер), 1949—1999. | Клима Истанбул (Киречбурну, Саријер), 1949—1999. | Клима Истанбул (Киречбурну, Саријер), 1949—1999. | Клима Истанбул (Киречбурну, Саријер), 1949—1999. | Клима Истанбул (Киречбурну, Саријер), 1949—1999. | Клима Истанбул (Киречбурну, Саријер), 1949—1999. | Клима Истанбул (Киречбурну, Саријер), 1949—1999. | Клима Истанбул (Киречбурну, Саријер), 1949—1999. | Клима Истанбул (Киречбурну, Саријер), 1949—1999. | Клима Истанбул (Киречбурну, Саријер), 1949—1999. | Клима Истанбул (Киречбурну, Саријер), 1949—1999. |
| Показатељ \ Мјесец                                    | .Јан.                                            | .Феб.                                            | .Мар.                                            | .Апр.                                            | .Мај.                                            | .Јун.                                            | .Јул.                                            | .Авг.                                            | .Сеп.                                            | .Окт.                                            | .Нов.                                            | .Дец.                                            | .Год.                                            |
| ----------------------------------------------------- | ------------------------------------------------ | ------------------------------------------------ | ------------------------------------------------ | ------------------------------------------------ | ------------------------------------------------ | ------------------------------------------------ | ------------------------------------------------ | ------------------------------------------------ | ------------------------------------------------ | ------------------------------------------------ | ------------------------------------------------ | ------------------------------------------------ | ------------------------------------------------ |
| Максимум, °C (°F)                                     | 8,3 (46,9)                                       | 8,7 (47,7)                                       | 10,3 (50,5)                                      | 15,2 (59,4)                                      | 19,6 (67,3)                                      | 24,2 (75,6)                                      | 26,0 (78,8)                                      | 26,1 (79)                                        | 23,3 (73,9)                                      | 19,0 (66,2)                                      | 14,8 (58,6)                                      | 10,9 (51,6)                                      | 17,2 (62,96)                                     |
| Просјек, °C (°F)                                      | 5,5 (41,9)                                       | 5,5 (41,9)                                       | 6,7 (44,1)                                       | 10,9 (51,6)                                      | 15,4 (59,7)                                      | 20,1 (68,2)                                      | 22,4 (72,3)                                      | 22,6 (72,7)                                      | 19,5 (67,1)                                      | 15,5 (59,9)                                      | 11,6 (52,9)                                      | 8,1 (46,6)                                       | 13,65 (56,58)                                    |
| Минимум, °C (°F)                                      | 3,0 (37,4)                                       | 2,9 (37,2)                                       | 4,0 (39,2)                                       | 7,5 (45,5)                                       | 11,9 (53,4)                                      | 16,2 (61,2)                                      | 19,1 (66,4)                                      | 19,7 (67,5)                                      | 16,6 (61,9)                                      | 12,8 (55)                                        | 8,9 (48)                                         | 5,6 (42,1)                                       | 10,68 (51,23)                                    |
| Количина падавина, mm (in)                            | 103,6 (4,079)                                    | 70,5 (2,776)                                     | 71,0 (2,795)                                     | 47,2 (1,858)                                     | 45,8 (1,803)                                     | 36,8 (1,449)                                     | 35,6 (1,402)                                     | 38,6 (1,52)                                      | 51,9 (2,043)                                     | 81,3 (3,201)                                     | 100,8 (3,969)                                    | 122,0 (4,803)                                    | 805,1 (31,698)                                   |
| Дани са снијегом (≥ 0.1 mm)                           | 3,6                                              | 4,9                                              | 2,8                                              | 0,0                                              | 0,0                                              | 0,0                                              | 0,0                                              | 0,0                                              | 0,0                                              | 0,0                                              | 0,3                                              | 1,5                                              | 13,1                                             |
| Извор: Турска државна метеоролошка служба (1949—1999) |                                                  |                                                  |                                                  |                                                  |                                                  |                                                  |                                                  |                                                  |                                                  |                                                  |                                                  |                                                  |                                                  |

| Клима Истанбул (Бахчекој, Саријер), 1949—1999.        | Клима Истанбул (Бахчекој, Саријер), 1949—1999. | Клима Истанбул (Бахчекој, Саријер), 1949—1999. | Клима Истанбул (Бахчекој, Саријер), 1949—1999. | Клима Истанбул (Бахчекој, Саријер), 1949—1999. | Клима Истанбул (Бахчекој, Саријер), 1949—1999. | Клима Истанбул (Бахчекој, Саријер), 1949—1999. | Клима Истанбул (Бахчекој, Саријер), 1949—1999. | Клима Истанбул (Бахчекој, Саријер), 1949—1999. | Клима Истанбул (Бахчекој, Саријер), 1949—1999. | Клима Истанбул (Бахчекој, Саријер), 1949—1999. | Клима Истанбул (Бахчекој, Саријер), 1949—1999. | Клима Истанбул (Бахчекој, Саријер), 1949—1999. | Клима Истанбул (Бахчекој, Саријер), 1949—1999. |
| Показатељ \ Мјесец                                    | .Јан.                                          | .Феб.                                          | .Мар.                                          | .Апр.                                          | .Мај.                                          | .Јун.                                          | .Јул.                                          | .Авг.                                          | .Сеп.                                          | .Окт.                                          | .Нов.                                          | .Дец.                                          | .Год.                                          |
| ----------------------------------------------------- | ---------------------------------------------- | ---------------------------------------------- | ---------------------------------------------- | ---------------------------------------------- | ---------------------------------------------- | ---------------------------------------------- | ---------------------------------------------- | ---------------------------------------------- | ---------------------------------------------- | ---------------------------------------------- | ---------------------------------------------- | ---------------------------------------------- | ---------------------------------------------- |
| Максимум, °C (°F)                                     | 8,0 (46,4)                                     | 8,6 (47,5)                                     | 10,5 (50,9)                                    | 15,9 (60,6)                                    | 20,6 (69,1)                                    | 24,7 (76,5)                                    | 26,3 (79,3)                                    | 26,6 (79,9)                                    | 23,7 (74,7)                                    | 19,2 (66,6)                                    | 14,7 (58,5)                                    | 10,4 (50,7)                                    | 17,43 (63,39)                                  |
| Просјек, °C (°F)                                      | 4,6 (40,3)                                     | 4,7 (40,5)                                     | 6,0 (42,8)                                     | 10,5 (50,9)                                    | 15,0 (59)                                      | 19,3 (66,7)                                    | 21,5 (70,7)                                    | 21,6 (70,9)                                    | 18,2 (64,8)                                    | 14,1 (57,4)                                    | 12,2 (54)                                      | 6,8 (44,2)                                     | 12,88 (55,18)                                  |
| Минимум, °C (°F)                                      | 1,7 (35,1)                                     | 1,6 (34,9)                                     | 2,8 (37)                                       | 6,4 (43,5)                                     | 10,7 (51,3)                                    | 14,5 (58,1)                                    | 17,0 (62,6)                                    | 17,6 (63,7)                                    | 14,2 (57,6)                                    | 10,8 (51,4)                                    | 6,9 (44,4)                                     | 3,9 (39)                                       | 9,01 (48,22)                                   |
| Количина падавина, mm (in)                            | 152,1 (5,988)                                  | 100,1 (3,941)                                  | 105,2 (4,142)                                  | 57,2 (2,252)                                   | 45,8 (1,803)                                   | 40,5 (1,594)                                   | 37,4 (1,472)                                   | 54,1 (2,13)                                    | 67,3 (2,65)                                    | 118,2 (4,654)                                  | 135,1 (5,319)                                  | 175,4 (6,906)                                  | 1.088,4 (42,851)                               |
| Дани са снијегом (≥ 0.1 mm)                           | 4,6                                            | 5,2                                            | 3,9                                            | 0,1                                            | 0,0                                            | 0,0                                            | 0,0                                            | 0,0                                            | 0,0                                            | 0,0                                            | 0,5                                            | 3,0                                            | 17,3                                           |
| Извор: Турска државна метеоролошка служба (1949—1999) |                                                |                                                |                                                |                                                |                                                |                                                |                                                |                                                |                                                |                                                |                                                |                                                |                                                |

| Климатски подаци за Истанбул       | Климатски подаци за Истанбул | Климатски подаци за Истанбул | Климатски подаци за Истанбул | Климатски подаци за Истанбул | Климатски подаци за Истанбул | Климатски подаци за Истанбул | Климатски подаци за Истанбул | Климатски подаци за Истанбул | Климатски подаци за Истанбул | Климатски подаци за Истанбул | Климатски подаци за Истанбул | Климатски подаци за Истанбул | Климатски подаци за Истанбул |
| Показатељ \ Мјесец                 | Јан.                         | Феб.                         | Мар.                         | Апр.                         | Мај                          | Јун                          | Јул                          | Авг.                         | Сеп.                         | Окт.                         | Нов.                         | Дец.                         | Год.                         |
| ---------------------------------- | ---------------------------- | ---------------------------- | ---------------------------- | ---------------------------- | ---------------------------- | ---------------------------- | ---------------------------- | ---------------------------- | ---------------------------- | ---------------------------- | ---------------------------- | ---------------------------- | ---------------------------- |
| Просјечна температура мора °C (°F) | 8,4 (47,1)                   | 7,7 (45,9)                   | 8,3 (46,9)                   | 10,2 (50,4)                  | 15,5 (59,9)                  | 21,3 (70,3)                  | 24,6 (76,3)                  | 24,9 (76,8)                  | 22,8 (73,0)                  | 18,4 (65,1)                  | 13,8 (56,8)                  | 10,5 (50,9)                  | 15,5 (60,0)                  |
| Просјечна дневна свјетлост         | 10,0                         | 11,0                         | 12,0                         | 13,0                         | 14,0                         | 15,0                         | 15,0                         | 14,0                         | 12,0                         | 11,0                         | 10,0                         | 9,0                          | 12,2                         |
| Просјечно ултраљубичасто зрачење   | 2                            | 2                            | 4                            | 5                            | 7                            | 8                            | 9                            | 8                            | 6                            | 4                            | 2                            | 1                            | 4,8                          |
| Извор: Weather Atlas               |                              |                              |                              |                              |                              |                              |                              |                              |                              |                              |                              |                              |                              |

## Историја
Неолитски артефакти, који су откривени почетком 21. вијека, наговјештавају да је полуострво на ком се налази Истанбул било насељено чак од 6. миленијума прије н. е. То рано насеље, важно у ширењу неолитске револуције са Блиског истока у Европу, постојало је скоро миленијум прије него што је поплављено због повећања нивоа воде. Прва људска насеобина на азијској страни, хумка Фикиртепе, датира из бакарног доба, са пронађеним артефактима који датирају из периода од 5500. до 3500. године прије н. е. На европској страни, у близини полуострва (Сарајбурну), налазило се трачко насеље током раног 1. миленијум прије н. е. Савремени аутори то насеље повезују са трачким топонимом Лигос, које спомиње Плиније Старији као рано име за град Византион.
Историја правог града почиње око 660. године прије н. е, када грчки досељеници из Мегаре оснивају Византион на европској страни Босфора. Досељеници су изградили акропољ поред Златног рога на мјесту ранијег трачког насеља, подстичући развој градске економије. Град се крајем 5. вијека прије н. е. нашао под персијском влашћу, али су Грци власт над градом повратили током Грчко-персијских ратова. Византион се од тада налазио у саставу Делског савеза и његовог насљедника, Другог атинског савеза, поново стичући независност 355. године прије н. е. Византион као дугогодишњи савезник Римљана, 73. године н. е. је постао дио Римског царства. Одлука Византиона да стане уз римског узурпатора Песценија Нигера против цара Септимија Севера коштала је град веома скупо; до предаје града крајем 195. године, двогодишња опсада разорила је град. Пет година касније, Север је започео обнову Византиона и град је повратио — по неким изворима и превазишао — своје претходно благостање.

### Успон и пад Константинопоља и Византије
Константин Велики је на пријесто Римског царства ступио у септембру 324. године. Два мјесеца касније, он је представио планове за нови хришћански град, који би замијенио Византион. Град је као источна пријестоница царства, носио назив Нови Рим; међутим познатији је био као Константинопољ, име по коме је град остао препознатљив све до 20. вијека. Дана 11. маја 330. године, Константинопољ је проглашен пријестоницом Римског царства, које су послије смрти Теодосија I подијелили његови синови 17. јануара 395. године, када град постаје пријестоница Источног римског (Византијског) царства.
Успостављање Константинопоља било је једно од посљедњих Константинових достигнућа, које је помогло да се римска моћ помјери на исток, с обзиром да је град постао средиште грчке културе и хришћанства. Широм града су изграђене многе цркве, укључујући Аја Софију која је изграђена за вријеме владавине Јустинијана I и која је постала једна од највећих храмова на свијету хиљаду година. Константин је такође предводио обнову и проширење Константинопољског хиподрома; са капацитетом од 10.000 гледаоца, хиподром је постао средиште грађанског живота, у 5. и 6. вијеку, епицентар серије немира, укључујући устанак Ника. Положај Константинопоља обезбиједио је да издржи тест времена; током много вијекова, његови бедеми штитили су Европу од освајача са исток и од напредовања ислама. Током већег дијела средњег вијека, за вријеме обновљене Византије, Константинопољ је био највећи и најбогатији град на европском континенту и у то вријеме највећи град на свијету.
Напредак Константинопоља нагло је почео да опада након краја владавине Василија II 1025. године. Коначни ударац задат је када су град освојили Бонифације од Монферата и Енрико Дандоло 1204. године током Четвртог крсташког похода, када је град опљачкан и опустошен. Град је касније постао средиште Латинског царства, које су створили католички крсташи како би замијенили православну Византију. Аја Софија је 1204. године претворена у католичку цркву. Византија је обновљена 1261. године, мада веома ослабљена. Константинопољске цркве, одбрана и основне службе биле су лошем стању, док се број становника града смањио на 100.000 са 500.000 током 8. вијека. Након ослобођења града 1261. године, неки од градских споменика су обновљени, а створени су и неки нови, као што су два мозаика Деисуса у Аја Софији и Хори.
Андроник II покренуо многе привредне и војне реформе, као што је смањење војних снага, ослабивши тиме царство и учинивши га рањивим на могуће нападе. Током средине 14. вијека, Османлије су започеле са спровођењем стратегије постепеног заузимања мањих вароши и градова, тиме прекинувши путеве снабдијевања Константинопоља и полако стежући обруч око града. Дана 23. маја 1453. године, послије осмонедјељне опсаде (током које је посљедњи византијски цар Константин XI убијен) султан Мехмед II „Освајач” заузео је Константинопољ и прогласио га за нову пријестоницу Османског царства. Неколико сати касније, Мехмед II је отишао у Аја Софију гдје је позвао имама да изговори шехадет, чиме је величанствена православна црква претворена у царску џамију због одбијања града да се мирно преда. Мехмед II је себе прогласио новим „Цезаром Рима” (тур. Kaysar-i Rûm) и османска држава је реорганизована у царство.

### Доба Османског царства и Турске Републике
Након освајања Константинопоља, Мехмед II одмах је покренуо поступак враћања града у живот, који је од тада постао познат и као Истанбул. Позвао је на повратак свих оних који су напустили град током опсаде, а насељени су и муслимани, јудаисти и хришћани из свих дијелова Анадолије. Захтијевао је да се у Константинопољ досели 5.000 домаћинстава до септембра. У град су из свих дијелова Османског царства послати ратни заробљеници и депортовани људи; ови људи су називни „изгнаници/прогнаници” (тур. Sürgün). Међутим, мноштво људи је поново напустило град, а неколико пута је дошло до епидемије куге, тако да је Мехмед II 1459. године дозволио прогнаним Грцима да се врате у град. Он је такође позвао људе из свих дијелова Европе да се доселе у град, стварајући космополитско друштво које је опстало кроз велики дио османског периода. Куга је остала ендемична у Истанбулу, током већине вијека, па је забиљежено њено избијање 1520, период мировања био је између 1529. и 1533, 1549. и 1552. и од 1567. до 1570. године; епидемија је водила поријекло из западне Европе, Хеџаза и јужне Русије. Пораст броја становника у Анадолији надомјестио је губитке у граду, одржавши број становника на 500.000 до 1800. године. Мехмед II је обновио оштећену градску инфраструктуру, укључујући цјелокупни систем водоснабдијевања, започео је изградњу Великог базара и изградио Топкапи сарај, султанову званичну резиденцију. Пребацивањем пријестонице из Једрена у Константинопољ, нова држава се прогласила насљедником и наставком Римског царства.
Османлије су град брзо из хришћанске тврђаве претвориле у симбол исламске културе. Успостављене су вјерске основе за финансирање изградње царских џамија, често са придруженим школама, болницама и јавним купатилима. Османлије су претендовале на титулу калифа од 1517. године, па је град био пријестоница посљедње калифата четири вијека. Владавина Сулејмана I (1520—1566) била је период великих умјетничких и архитектонских достигнућа; „први градитељ” Мимар Синан дизајнирао је неколико знаменитих објеката у граду, док су османска умјетност керамике, витража, калиграфије и минијатуре цвјетале. Истанбул је на крају 18. вијека имао 570.000 становника.
Период побуна на почетку 19. вијека довео је до успона прогресивног султана Махмуда II, што је довело до танзиматских реформи, које су довеле до политичких реформи и омогућиле увођење нових технологија у граду. Током тог периода изграђени су мостови преко Златног рога, а Истанбул је повезан са остатком европске жељезничке мреже током осамдесетих година 19. вијека. Савремена постројења, као што је мрежа водоснабдијевања, електричне енергије, телефонска мрежа и трамвајска мрежа, постепено су увођење у Истанбул у наредним десетљећима, иако је то било знатно касније у поређењу са осталим европским градовима. Напори модернизације нису били довољни да би се се спријечило слабљење Османског царства.
На почетку 20. вијека, Младотурска револуција свргнула је султана Абдула Хамида II и низ ратова опустошио је пријестоницу царства. Посљедњи од ратова, Први свјетски рат, довео је до британске, француске и италијанске окупације града. Јерменско становништво града је било знатно погођено депортацијом јерменских интелектуалаца 24. априла 1915. године, послије које су предводници јерменске заједнице хапшени и касније углавном убијени као дио геноцида над Јерменима. У знак сјећања на жртве геноцида над Јерменима, 24. април је постао дан сјећања. Посљедњег османског султана Мехмеда VI је прогнано Кемал Ататурк у новембру 1922. године; наредних година, окупације града је прекинута потписивањем Лозанског мира и признањем Турске Републике, коју је прогласио Ататурк.
Током првих година републике, Истанбул је у трци за главни град Турске изгубио од Анкаре, која је изабрана за главни град како би нову секуларну земљу удаљили од османске историје. Од касних четрдесетих до раних педесетих година, у Истанбулу су извршене велике структурне промјене, јер су широм града изграђивани нови тргови, булевари и авеније, понекад на штету историјских здања. Становништво Истанбула је почело муњевито да расте седамдесетих година, јер су се људи из Анадолије досељавали у град како би пронашли запослење у многим новим фабрикама које су изграђене на периферији метрополе. Овај изненадни, нагли раст градског становништва довео је до велике потражње за становима, а многа удаљена села и шуме је прогутало метрополитанско подручје Истанбула.

## Демографија
Током највећег дијела историје, Истанбул се налазио међу највећим градовима на свијету. Око 500. године, Константинопољ је имао између 400.000 и 500.000 становника, престигавши свог претходника, Рим, на положају највећег града на свијету. До 13. века Константинопољ се налазио у сталној трци са осталим великим историјским градовима, као што су Багдад, Чанај, Кајфенг и Мерв, за положај најнасељенијег града на свијету до 12. вијека. Никада више није био највећи град на свијету, али је био највећи град у Европи од 1500. до 1750. године, када га је на том положају престигао Лондон.
Турски институт за статистику процјењује да је на простору Метрополитанске општине Истанбул на крају 2014. године живјело 14.377.019 становника, што је 19% становништва земље. Према другој процјени из истог временског периода унутар граница града је живјело 14.657.434 становника. У то вријеме је око 97—98% становника МОИ живјело унутар граница града, док је 2007. тај проценат био 89%, а 1980. године 61%. На европској страни је живјело 64,9% становника, а на азијској страни 35,1%. Док се данас град рангира као 7. највећи на свијету, као урбано подручје пада на 24. мјесто и на 18. мјесто као метрополитанско подручје, јер су градске границе приближне једнаке агломерацији. Данас, формира једно од највећих урбаних агломерација у Европи, поред Москве. Годишњи пораст становништва од 3,45% град смијешта међу најбрже растуће од 78 највећих метропола у Организацији за економску сарадњу и развој. Висок раст становништва осликава тренд урбанизације широм земље, с обзиром да су после Истанбула други и трећи град по расту у земљама ОЕСР-а турски градови Измир и Анкара.
Истанбул је доживио муњевити раст становништва у другој половини 20. вијека, када је број становника удесетостручио између 1950. и 2000. године. Овај раст становништва је дјелимично посљедица проширења градских граница, нарочито између 1980. и 1985. године, када је број становника скоро удвостручен. Знатан раст је био, и још је у великој мјери, подстакнут доласком миграната из источне Турске који су у Истанбул дошло због потраге за послом и бољим условима живота. Број становника Истанбула који поријеклом воде из седам сјеверних и источних вилајета већи је од броја становника њихових вилајета; Сивас и Кастамону заједно имају нешто више од пола милиона становника. Број странаца у Истанбулу је релативно мали са само 42.228 2007. године. Само 28% становника града је поријеклом из Истанбула. Најгушће насељене области су сјеверозападно, западно и југозападно од центра града на европској страни; најгушће насељени округ на азијској страни је Ускудар.

### Религијске и етничке скупине
Истанбул је био космополитски град кроз велики дио историје, али је постаје све хомогенији од оснивања Турске Републике. Већина вјерских и етничких мањине у Турској налази се у Истанбулу. Огромна већина становништва у Турској, самим тим и у Истанбулу, јесу муслимани, одређеније припадници су сунитског огранка ислама. Већина сунита су сљедбеници ханифијске школе, док је око 10% сунита слиједи шафијску школу. Највећа несунитска муслиманска секта, којој припада око 4,5 милиона Турака, јесу алавити; трећина од свих алавита у Турској живи у Истанбулу. Мистични покрети, као што је суфизам, званично су забрањени од оснивања Турске Републике, али они и даље имају велики број сљедбеника.
Васељенски патријарх од 6. вијека се налази на челу Цариградске патријаршије, а касније је постао вјерски поглавар за око 300 милиона православних хришћана широм свијета. Од 1601. године, сједиште Патријаршије се налази у цркви Светог Ђорђа. У 19. вијеку, хришћани у Истанбулу су се изјашњавали као припадници Грчке православне цркве или Јерменске апостолске цркве. Због дешавања која су се одвила током 20. вијека — размјена становништва између Грчке и Турске 1923, порез на богатство 1942. и Септембарски погром 1955. — грчко становништво, које се првобитно налазило у Фанару и Саматји, значајно се смањило. На почетку 21. вијека, грчка становништво у Истанбулу бројало је 3.000 људи (130.000 1923. године и 260.000 према османском попису из 1910. г. од укупно 850.000). Данас се у Истанбулу налази између 50.000 и 70.000 Јермена, што је много мање од 164.000 1913. године када је извршен геноцид над Јерменима. Хришћани су чинили половину становништва града 1910. године.
Највећа етничка мањина у Истанбулу су Курди, поријеклом из источне и југоисточне Турске. Иако присуство Курда у граду води поријекло из раних година Османског царства, прилив Курда у град убрзан је од почетка турског сукоба са Курдском радничком партијом (тј. од краја седамдесетих година 20. вијека). Око 2—3 милиона становника Истанбула су Курди, што значи да је више Курда у Истанбулу него у било ком другом граду на свијету. У граду се налазе и друге мањине, Бошњаци су најбројније становништво округа Бајрампаша. Четврт Балат је дом знатном броју сефардских Јевреја, који су се ту доселили након прогона из Шпаније 1492. године. Романионити и ашкенашки Јевреји су живјели у Истанбулу прије досељавања Сефарда, али се њихов удио у становништву града знатно смањио; данас само 1% истанбулских Јевреја су Ашкенази. У великој мјери због емиграције у Израел, цјелокупно јеврејско становништво у Турској пало је са 100.000 1950. године на 18.000 2015. године, од чега већина живи у Истанбулу или Измиру. Левантинци (латински хришћани) који су се доселили у Галату за вријеме Османског царства, одиграли су важну улогу обликовању културе и архитектуре Истанбула током 19. и почетком 20. вијека; њихова бројност је опала, али је мали број остао у граду. Због повећане сарадње Турске и неколико афричких држава као што су Сомалија и Џибути, неколико студената и радника је емигрирало у Истанбул у потрази за бољим образовањем и могућности запошљавања. У граду постоји и мала нигеријска, конгоанска, камерунска и сјеверноафричка заједница.

## Политика
Грађани Истанбула су од 1995. године већином гласали за странку која је побједила на општим изборима. Од 2002. године, десничарска Странка правде и развоја (СПР) освајала је већину гласова на сваким општим и локалним изборима. Истанбулски бирачи су такође подржали уставне реформе владе СПР предложене на референдумима 2007. и 2010. године. Предсједник Турске, и бивши предсједник Владе, Реџеп Тајип Ердоган изабран је на дужност градоначелник Истанбула на локалним изборима 1994. године као кандидат исламистичке Странке благостања са 25,1% гласова, побједивши због расутих гласова између главних центристичких странака. Конзервативне странке традиционалну подршку добијају из старијих округа са високом густином становништва, као што су Багчилар, Фатих, Султанбејли и Есенлер. Опозициона кемалистичка Републиканска народна странка (РНС), тренутно је друга најјача политичка сила и у Истанбулу и у земљи, а подршку добија из руралнијих округа као што су Силиври, Чаталџа и Саријер. Урбани окрузи као што су Бешикташ, Барикој, Шишли и Кадикој дали су снажну подршку РНС на прошлим изборима. РНС је уопштено јача на западу, гдје одвијају новији стамбени токови. Истанбул има 39 округа, више од било које покрајине у Турској. С обзиром да је Истанбул највећи град у Турској и обично гласа као и цијела земља, у турској политици се у великој мјери сматра да ће побједника избора у суштини одлучити истанбулско бирачко тијело. Политичке странке због тога издвајају велике количине средстава за изборну кампању, како би добили изборе у Метрополитанској општини Истанбул. Због свог изборног значаја, у Истанбулу су пријављени највећи и најозбиљнији случајеви изборних превара на скоријим изборима, укључујући и локалне изборе 2014. године.
Тренутни градоначелник је Мелвут Ујсал из СПР, које је изабран након што је претходни градоначелник, Кадир Топбаш, поднио оставку. Предсједник РНС и парламентарне опозиције, Кемал Киличдароглу, био је противкандидат Топбашу на локалним изборима 2009. године. Он је тренутно посланик у градској скупштини Истанбула. Између 2007. и 2014. године, предсједник Владе Реџеп Тајип Ердоган био је посланик у истанбулској скупштини. Током општих избора, град је подијељен на 3 изборна округа и даје 85 посланика Турској скупштини. На предсједничким изборима 2014. године, 49,83% градског бирачког тијела гласало је за кандидата СПР Реџепа Тајипа Ердогана. Иако је Ердоган освојио већину гласова у Истанбулу, његов неуспијех да достигне 50% сматра се битним. Опозициони кандидат Екмеледин Ихсаноглу био је други са 41,08%, док је кандидат прокурдске и љевичарске Народне демократске странке Селахатин Демирташ освојио 9,09%.

## Администрација
Од 2004. године, општинске границе Истанбула поклапале су се са границом вилајета. Градом, који се сматра главни градом вилајета Истанбул, управља Метрополитанска општина Истанбул (МОИ), која надгледа 39 округа града-вилајета.
Садашња градска структура може се пратити у вријеме Танзиматске реформе у 19. вијеку, прије које су град водиле кадије и имами под покровитељством Великог везира. Пратећи примјер француских градова, овај вјерски систем замијењен је градоначелником и градским савјетом које се састоји од представника свих милета са простора Истанбула. Бејоглу је било прво подручје у граду које је имало свог руководиоца и савјет, са члановима умјесто дотадашњих дугогодишњих мјештана четврти. Закони усвојени након доношења Устава Османског царства 1876. године били су за циљ ширење ове структуре широм града, имитирајући двадесет округа Париза, али то није у потпуности спроведено до 1908. године, када је Истанбул проглашен за вилајет са девет конститутивних округа. Овај систем је задржан и након оснивања Турске Републике, а вилајет је преименован у општину, али је општина распуштена 1957. године.
Мала насеља у близини главних центара становништва у Турској, укључујући и Истанбул, спојена су са њиховим примарним градовима почетком осамдесетих година, чиме су створене метрополитанске општине. Главно законодавно тијело Метрополитанске општине Истанбул је Општински савјет, у коме се налазе заступници из окружних савјета.
Општински савјет одговоран је за градска питања, укључујући управљање буџетом, одржавање градске инфраструктуре и надгледање музеја главних културних центара. С обзиром да власт функционише по приступу „јак градоначелник, слаб савјет”, руководилац савјет — метрополитански начелник — има овлашћења да доноси одлуке по скраћеном поступку, често на рачун транспарентности. Општински савјет савјетује Метрополитански извршни одбор, мада је Одбор ограничен у доношењу својих одлука. Све заступнике у Одбору поставља метрополитански начелник и Савјет, са начелником — или неким кога је начелник поставио — на челу.
Окружни савјети су углавном одговорни за управљање отпадом и грађевинским пројектима у оквиру својих округа. Сваки од њих одржава сопствене буџете, иако метрополитански начелник задржава право да разматра одлуке округа. Једна петина од свих чланова савјета, укључујући начелника округа, заступају своје округе у Општинском савјету. Сви чланови окружних савјета и Општинског савјета, укључујући и метрополитанског начелника, бирају се на мандат у дужини од пет година. Мевлут Ујсал, члан Партије правде и развоја, метрополитански начелник је од марта 2014. године.
С обзиром да Метрополитанска општина Истанбул и Истанбулски вилајет имају једнаке надлежности, вилајетска влада има неколико овлашћења. Слично као и МОИ, Истанбулска специјална вилајетска администрација има валију (гувернера), демократски изабрано законодавно тијело — Вилајетска скупштина — и именовани Извршни одбор. Избор извршног одбора на општинском нивоу, Вилајетски извршни одбор укључује генералног секрета и лидере одјељења која савјетују Вилајетску скупштину. Дужности Вилајетске администрације су у великој мјери ограничена на изградњу и одржавање школа, резиденција, владиних зграда и путева, као и за промоцију умјетности, културе и очување природе. Хусејин Авни Мутлу је валија Истанбулског вилајет од маја 2010. године.

## Знаменитости
Округ Фатих, који је име добио по султану Мехмеду II Освајачу (тур. Fatih Sultan Mehmed, одговара ономе, што је до османског освајања 1453. године, био цијели Константинопољ (данас је главни округ и назива се историјским полуострвом Истанбула) који се налазио на јужној обали Златног рога, преко средњовјековне ђеновљанске цитаделе Галате на сјеверној обали. Ђеновљанско утврђење Галата великим дијелом је уништено у 19. вијеку, од чега је преостала само кула Галата, како би се направио простор за ширење града на сјеверозапад. Галата (Каракој) је четврт у округу Бејоглу (Пера), која чини истанбулско комерцијално и забавно средиште укључујући и Истиклал авенију и трг Таксим.
Долмабахче сарај, сједиште владе за вријеме касног османског периода, налази се у округу Бешикташ на европској обали Босфорског мореуза, сјеверно од Бејоглуа. Висока порта (тур. Bâb-ı Âli), постала је метоним за османску владу, првобитно се односила на Царску капију (тур. Bâb-ı Hümâyûn) која се налазила у најудаљенијем дијелу дворишта Топкапи сарај; али од 18. вијека термин Висока порта (или само Порта) почео се односити на капију Великог везира која се налазила у четврти Џагалоглу у близини Топкапи сараја, гдје се налазила служба Великог везира и других везира и на том мјесту су примане стране дипломате. Бивше село Ортакој налази се на простору данашњег округа Бешиктар и по њему је добила име џамија Ортакој на Босфору, близу Босфорског моста. На европској и азијској обали Босфора налазе се историјске јалије, луксузне виле које су изградили припадници османске аристократије и елите као љетне куће. Даље у унутрашњости, изван унутрашњег градског путног прстена, налазе се Левент и Маслак, главни истанбулски пословни окрузи.
За вријеме Османског царства, Ускудар и Кадикој били су изван урбаног Истанбула, а служили су као спокојне испоставе са приморским јалијама и баштама. Током друге половине 20. вијека, азијска страна је доживјела убрзани урбани развој; касни развој овог дијела града дао је бољу инфраструктуру и боље урбанистичко планирање у поређењу са већином других стамбеним подручјима у граду. Велики дио града на азијској страни Босфора функционише као предграђе економских и комерцијалних средишта на европској страни, што представља трећину становништва, али само четвртину запослених. Као резултат експанзивног раста Истанбула у 20. вијеку, значајан дио града се састоји од геџекондуа (дословно „изграђено преко ноћи”), упућујући на незаконито изграђене зграде. У данашње вријеме, већина геџекондуа се руши и на њиховом мјесту се граде савремене стамбене јединице. Поред тога, спроводе се и обимни пројекти гентрификације и ревитализације, као нпр. у Тарлабаши; неки од ових пројеката, као што је један у Сулукулеу, суочили су се са критикама. Влада Турске има амбициозне планове за ширење града према западу и сјеверу на европској страни који је повезан са изградњом трећег аеродрома; нови дијелови града би требало да укључују четири различита насеља са одређеном урбаном функцијом, а гдје би живјело око 1,5 милиона људи.
Истанбул нема примарни урбани парк, али има неколико зелених подручја. Паркови Гулхане и Јилдиз првобитно су били дио два истанбулска сараја — Топкапи и Јилдиз сараји — али им је у првим десетљећима Турске Републике промјењена сврха у јавне паркове. Други парк, парк Фетхи-паше, налази се на брду поред Босфорског моста у Азији, насупрот Јилдиз сараја у Европи. Дуж европске обале и у близини моста султана Мехмеда Освајача налази се парк Емигран, који је био познат и као Шума Чемпреса (тур. Kyparades) за вријеме Византије. У османском периоду, прво је додјељен нишанџији Феридуну Ахмед-паши у 16. вијеку, прије него што је султан Мурат IV додијелио сафавидском емиру Гуне-кану у 17. вијеку, па отуда назив Емирган. Парк од 47 хектара касније је био у власништву кевида Исмаил-паше у 19. вијеку. Парк Емирган познат је по својој разноликости биљака и годишњем фестивалу тулипана које се одржава од 2005. године. План градских власти да парк Таксим-гези замијени са Таксим војним баракама (који је претворен у Таксим стадион 1921. године, прије него што је срушен 1940. како би се изградио парк Гези) које су постојала у османско доба, изазвао је низ протеста 2013. године. Међу становништвом Истанбула у љетњем периоду популарна је Београдска шума, која се простире на 5.500 хектара на сјеверној ивици града. Шума је првобитно град снабдијевала водом, а дио резерви је надживио византијско и османско доба.

### Архитектура
Истанбул је првенствено познат по византијској и османској архитектури, али његове грађевине одржавају све народе и царства која су раније владала градом. Примјери ђеновљанске и римске архитектуре остали су видљиви заједно са османским примјерима. Ништа од примјера старогрчке архитектуре није преживјело, али римска архитектура се показала као дуготрајнија. Обелиск који је подигао Теодосије I у Цариградском хиподрому и даље је видљив код Султан Ахмедове џамије, док је дио Валенсовог аквадукта, који је изграђен крајем 4. вијека, стоји релативно неоштећен на западној ивици округа Фатих. Константинов стуб, подигнут 330. године да би обиљежио нову римску пријестоницу, стоји недалеко од Хиподрома.
Рана византијска архитектура пратила је римске моделе купола и лукова, али се побољшала по овим елементима, на примјеру цркве Светих Срђа и Ваха. Најстарија византијска црква у Истанбулу — иако у рушевинама — јесте Студитски манастир (касније претворен у Имрахорову џамију), изграђена је 454. године. Након повратка Константинопоља 1261. године, Византинци су изградили двије најважније цркве, цркве Христа Спаситеља и Богородице Памакаристос. Врхунац византијске архитектуре и једна од најистакнутијих грађевина у Истанбулу јесте Аја Софија. Са куполом пречника од 31 м, Аја Софија је била највећа црква на свијету вијековима, касније претворена у џамију, а данас има статус музеја.
Међу најстаријим примјерима османске архитектуре у Истанбулу су Анадолијски и Румелијски хисари, које су Османлијама помогли при опсади града. Током наредна четири вијека, Османлије су оставиле неизбрисив траг у Истанбулу, изградњом високих џамија и украшених сараја. Највећи сарај, Топкапи, обухвата разне низове архитектонског стила, од барока у харему, до класицизма у библиотеци Ендерун. Царске џамије (Фатихова џамија, џамија Бајазита II, џамија Селим Јавуз, Сулејманова џамија, Султан Ахмедова џамија и Јени џамија) изграђене су на врхунцу Османског царства, током 16. и 17. вијека. У наредним вијековима, а нарочито током Танзимат реформи, османску архитектуру замијенили су европски стилови. Примјер је царска Нуруосманијска џамија. Подручје око Истиклал авеније било је мјесто за велике европске амбасаде и редовима грађевине изграђеним у стиловима неокласицизма, неоренесансе и сецесије, које и даље имају утицај на архитектуру у Бејоглуу — укључујући цркве, продавнице и позоришта — и званичне грађевине као што је Долмабахче сарај.

## Привреда
Са паритетом куповне моћи прилагођеним бруто домаћем производу од 301,1 милијарду америчких долара. Истанбул се 2011. године налазио на 29. мјесту међу урбаним подручјима на свијету. Од средине деведесетих година 20. вијека, привреда Истанбула је једна од најбрже растућих међу метро-региона Организације за економску сарадњу и развој. Истанбул је одговоран за 27% БДП Турске, са 20% индустријске радне снаге државе која живи у граду. БДП по глави становника и производност града веће су од државног просјека за 70% и 50%, односно дјелимично због фокуса на дјелатности високе додатне вриједности. Са великим бројем становника и значајним доприносима привреди Турске, Истанбул је одговоран за 2⁄5 пореских прихода. То укључује опорезивање 37 милијардера који станују у Истанбулу, што град чини 5. на свијету по броју милијардера.
Као што се и очекује за град његове величине, Истанбул има разноврсну индустријску привреду, која производи разне производе, као што су маслиново уље, дуван, возила и електроника. Упркос томе што је град фокусиран на рад са високом додатном вриједношћу, производни сектор са ниском додатним вриједношћу је значајан, чинећи само 26% БДП Истанбула, али 4⁄5 укупног извоза града. Године 2005, предузећа са сједиштем у Истанбулу извезла су робу у вриједности од 41,4 милијарде $ и примиле увоз вриједности од 69,9 милијарди $; ове бројке су биле еквиваленте са 57% и 60% од укупног државног износа.
Истанбул је сједиште Борса Истанбула, једине берзе у Турској, која је настала комбиновањем бивших Истанбулска берза вриједносних папира, Истанбулска берза злата и Берза деривата Турске. Бивша Истанбулска берза вриједносних папира првобитно је основана као Османска берза вриједносних папира 1866. године. Током 19. и почетком 20. вијека, Банкалар улица у Галати била је финансијско средиште Османског царства, гдје се налазила Османска берза вриједносних папира. Банкалар улица остала је истанбулски главни финансијски округ све до деведесетих година 20. вијека, када се већина турских банака почело пребацивати своја средишта у савремене пословне округе Левент и Маслак. Године 1995, Истанбулска берза вриједносних папира (сада Борса Истанбул) премјестила се на своје садашње мјесто у зграду у четврти Истинје у округу Саријер. Нови средишњи пословни округ је у изградњи у Аташериху и биће сједиште разних турских банака и финансијских институција послије завршетка радова.
Као једина станица на путу између нафтом богатог Црног мора и Средоземног мора, Босфор је један од најпрометнијих водених путева на свијету: више од 200 милиона тона нафте прође кроз мореузе сваке године, а саобраћај кроз Босфор је три пута већи него кроз Суецки канал. Због тога, постојали су приједлози за изградњу канала, познатог под именом Канал Истанбул, паралелно са мореузом, на европској страни града. Истанбул има три главне бродске луке — Хајдарпаша, Амбарли и Зејтинбурну — као и неколико мањих лука и нафтних терминала дуж Босфора и Мраморног мора. Хајдарпаша, смјештен на јужној страни Босфора, била је истанбулска највећа лука све до почетка првог десетљећа 21. вијека. Помаци у пословању Амбарли, оставили су Хајдарпашу да послује испод својих капацитета и са плановима за разградњу луке. Амбарли је 2007. године имала годишњи капацитет од 1,5 милиона  (у поређењу са 354.000 TUE у Хајдарпаши), чинећи је четвртим највећим карго терминалом у Средоземљу.Organisation for Economic Co-operation and Development 2008, стр. 82 Лука Зејтинбурну је погодна због близине ауто-пута и међународног аеродром Ататурк и због дугорочног плана града за већом повезаношћу свих терминала и путних и жељезничких мрежа.
Истанбул је све популарније туристичко одредиште; док је само 2,4 милиона туриста посјетило град 2000. године, 2017. године у град је дошло 9,16 милиона туриста, што га чини 10. најпосјећенијим градом на свијету. Истанбул је друга највећа међународна мрежа у Турској, након Анталије, у које стиже четвртина страних туриста у земљи. Истанбулска туристичка индустрија налази се на европској страни, гдје је смјештено 90% градских хотела. Нижи и средњи хотели претежно се налазе у Сарајбурну; док се виши налазе у забавним и финансијским средиштима сјеверно од Златног рога. Истанбулских седамдесет музеја, од којих су најпосјећенији Музеј Топкапи сараја и Аја Софија, који сваке године доприносе 30 милиона америчких долара. У градском плану за заштиту животне средине наводи се да у град има 17 сараја, 64 џамије и 49 цркава од историјског значаја.

## Култура
Истанбул је кроз историју био познат као културно чвориште, али је културна сцена града у стагнацији откако је Турска свој фокус помјерила на Анкару. Нова влада је успоставила програме чија је сврха била оријентација Турака према музичким традицијама, нарочито онима који потичу из Европе, али су музичке установе и посјете страних класичних умјетника првенствено пребачене у нови главни град. Већина турске културне сцене своје коријене је имала у Истанбулу, а до осамдесетих и деведесетих година 20. вијека Истанбул се поново поставио као град чији се културни значај не заснива само на његовој прошлости.
На крају 19. вијека, Истанбул се поставио као регионално умјетничко средиште, са турским, европским и блискоисточним умјетницима који су се окупљали у граду. Упркос напорима да од Анкаре направе културно средиште Турске, Истанбул је до седамдесетих година имао главну институцију умјетности у земљи. Када су осамдесетих година у Истанбулу основани додатни универзитети и умјетнички часописи, умјетници који су раније формално били смјештени у Анкари су се преселили. Бејоглу је претворен у умјетничко средиште града, а млади и старији турским умјетницима који су раније боравили у иностранству нашли су свој простору у граду. Музеји савремене умјетности, укључујући Истанбулски музеј савремене умјетности, музеј Пера, музеј Сакип Сабанџ и Санталистанбул, отворени су првог десетљећа 21. вијека како би допунили изложбени простор и аукцијске куће које су већ доприњеле космополитској природи града. Ти музеји тек треба да стекну популарности музеја на историјском полуострву, као што је Истанбулски археолошки музеј, који је започео еру савремених музеја у Турској, и Турски и исламски музеј умјетности.
Прво приказивање филма у Турској било је у Јилдиз-сарају 1896. године, годину након што је технологија јавно представљена у Паризу. Кинодворане су се убрзо појавиле у Бејоглуу, док се највећа концентрација позоришта налазила дуж улице данас познате као Истиклал алеја. Истанбул је постао срце развоја турске филмске индустрије, иако се турски филмови нису конзистентно развијали до педесетих година. Од тада, Истанбул је постао најпопуларније мјесто за снимање турских драма и комедија. Турска филмска индустрија опада у другој половини вијека, али са филмовима Uzak (2002) и Babam ve Oğlum (2005), који су снимљени у Истанбулу, национални филмови су стекли међународни успјех. Истанбул и његов сликовит крајолик послужили су као позадина за неколико страних филмова, међу којима су Topkapi (1964), The World Is Not Enough (1999) и Mission Istaanbul (2008).
Са културним оживљењем поклопило се успостављање Истанбулског фестивала, који је 1973. године почео излагати разне умјетности из Турске и остатка свијета. Од овог водећег фестивала произашао је Међународни истанбулски филмски фестивал и Истанбулски међународни џез фестивал почетком осамдесетих година. Сада са фокусом искључиво на музику и плес, Истанбулски фестивал је од 1994. године познат као Истанбулски међународни музички фестивал. Најистакнутији фестивал од свих који су произашли од првобитног Истанбулског фестивала јесте Истанбулски бијенале, које се одржава сваке друге године од 1987. године. Његови рани видови су за циљ имали представљање Турске визуелне умјетности и од тада се отворио за међународне умјетнике и уздигао се у престиж како би се придружио елитним бијеналима, заједно са Венецијанским бијеналом и Саопаолским умјетничким бијеналом.

### Доколица и разонода
Истанбул има бројне трговачке центре, од историјских до савремених. Капали чаршија, која постоји од 1461. године, јесте међу најстаријим и највећим свјетским наткривеним тржницама. Махмут-пашина чаршија је отворена тржница која се налази између Капали и Мисирска чаршије, познатије као Египатска или Пијаца зачина, која је била главна истанбулска тржница зачинима од 1600. године. Галерија Атакеј је успостављена у добу савремених тржних центара у Турској када је отворена 1987. године. Од тада, тржни центри су постали главни трговачки објекти изван историјског полуострва. Акмеркез је стекао звање „најбољег европског” и „најбољег свјетског” тржног центра 1995. и 1996. према Међународном савјету тржних центара; Истанбул Чевахир био је један међу највећима на континенту од отварања 2005; Канјон је стекао награду Градске пејзажне архитектуре у категорији Комерцијалне грађевине 2006. године. Истинје парк у Истинјеу и Зорлу центар код Левента су међу најновијим тржним центрима који укључују свјетске највише модне брендове. Абди Ипкечи улица у Нишанташију и Багдад алеја на анадолијског страни града развиле су се у престижни градски округ.
Истанбул је познат и по својим историјском ресторанима морске хране. Многи од најпопуларнијих и најпрофитабилнијих ресторана морске хране у граду налазе се дуж обале Босфора (нарочито у Ортакеју, Бебеку, Арнавуткеју, Јеникеју, Бејлербеју и Ченгелкеју). Кумкапи дуж обале Мраморног мора има пјешачку зону у којој се налази око педесет рибљих ресторана. Принчевска острва су такође позната по ресторанима морске хране. Због својих ресторана, историјских љетњих двораца и мирних улица без аутомобила, Принчевска острва су популарна дестинација за одмор међу Истанбулцима и страним туристима. Истанбул је познат и по софистицираним и детаљно куваним јелима османске кухиње. Међутим, након прилива имиграната из југоисточне и јужне Турске, која је почела током шездесетих година, прехрамбени крајолик града се драстично промијенио на крају вијека; са утицајем средњоисточне кухиње попут кебаба, који заузима важно мјесто на сцени хране. Ресторани са страним кухињама су углавном смјештени у окрузима Бејоглу, Бешикташ, Шишли и Кадикеј.
Истанбул је познат и по свом ноћном животу, као и историјским крчмама, коју су карактеристичне за град вијековима, а можда и миленијумима. Дуж Истиклал алеје налази се Чичек пасажи, сада дом многих механа, пивница и ресторана. Истиклал алеја, првобитно позната по својим крчмама, преусмјерила се на трговину, али у близини Невизаде улице се и даље налази линија механа и пивница. Неке друге четврти око Истиклал алеје су недавно обновљене како би послужиле ноћном животу у Бејоглуу, са некадашњим комерцијалним улицама које су сада испуњене пивницама, кафићима и ресторанима са музиком уживо. Друга средишта ноћног живота у Истанбулу су Нишанташи, Ортакеј, Бебек и Кадикеј.

## Спорт
Истанбул је дом некима од најстаријих турских спортских клубова. ФК Бешикташ, основан 1913. године, сматра се најстаријим спортским клубом. Због свог првобитно статуса јединог турског клуба, Бешикташ је повремено представљао Османско царство и Турску Републику на међународним спортским такмичењима, стичући право да у свој логотип постави турску заставу. ФК Галатасарај и ФК Фенербахче су се боље показали у међународним такмичењима и освојили су више титула Суперлиге, тачније 21 и 19. Галатасарај и Фенербакче имају дугогодишњи ривалитет, док Галатасарај има сједиште у европском, а Фенербакче у азијском дијелу града. Истанбул је сједиште неколико кошаркашких клубова — Анадолу Ефес, Бешикташ, Дарушафака, Галатасарај, Истанбул Бујукшехир Беледијеспор и Бујукчекмеџе — који се такмиче у кошаркашкој Суперлиги.
Многи истанбулски спортски објекти су изграђени или надограђени од 2000. године, како би се повећале шансе за одржавање Љетњих олимпијских игара у граду. Олимпијски стадион Ататурк, велики вишенамјенски стадион, изграђен је 2002. године као првокласно мјесто за атлетске дисциплине ИААФ. Стадион је био домаћин финала Лиге шампиона 2005. године и биће домаћин финала Лиге шампиона 2020. године. Стадион Шукру Сараџоглу, домаћи терен Фенербакчеа, био је домаћин финала Купа УЕФА 2009. три године послије завршетка радова. Турк Телеком Арена отворена 2011. године замијенила је Стадион Али Сами Јен као домаћи терен Галатасараја, док Водафон Парк отворен 2016. године је замијенио Стадион Инено као домаћи терен Бешикташа, који је освојио и Суперлигу у истој сезони. Сва четири стадиона спадају у категорију 4 класификације стадиона према УЕФА.
Синан Ердем Дом, једна од највећих затворених дворана у Европи, била је домаћин финала Свјетског првенства у кошарци 2010, Свјетског првенства у атлетици у дворани 2012, као и фајнал фора Евролиге 2011/12. и Евролиге 2015/16. Прије завршетка Синан Ердем Дома 2010. године, Арена Абди Ипекчи била је главна истанбулска затворена дворана и домаћин финала Евробаскета 2001. године. Неколико осталих затворених дворана, укључујући Арену Бешикташ Акатлар, такође су отворене од 2000. године, служиле су као домаћи терени за неколико истанбулских спортских клубова. Најновија међу њима је Спортска арена Улкер капацитета 13.800 мјеста, која је отворена 2012. године као домаћи терен КК Фенербакче. Упркос грађевинском буму, пет понуда за одржавање Љетњих олимпијских игара — 2000, 2004, 2008, 2012. и 2020. — и националне понуде за одржавање Европског првенства у фудбалу 2012. и 2016. године биле су безуспјешне.
Спортска хала Бурхан Фелен једна је од највећих одбојкашких дворана у граду и домаћи терен клубова Еџзадџибаши Витра, Вакифбанк и Фенербакче, који су освојили бројне титуле европског и свјетског првака.
Између 2005. и 2011. године, Истанбул Парк тркачки круг био је домаћин годишње Велике награде Турске Формуле 1. Истанбул Парк је такође био мјесто одржавања Свјетског првенства туринг аутомобила и Европске серије Ле Мансе 2005. и 2006. године, али стаза од тада није била мјесто одржавања ниједног сличног такмичења. Мјесто је одржавања Мотоциклистичке велике награде Турске између 2005. и 2007. Истанбул је био повремено мјесто одржавања Свјетског првенства у мотонаутици Формуле 1, а посљедња трка у Босфорском мореузу је одржана од 12. до 13. августа 2000. године. Посљедња трка Свјетског првенства у мотонаутици П1 на Босфору одржана је од 19. до 21. јуна 2009. Истанбулски једриличарски клуб, основан 1952. године, одржава трке и друге манифестације на пловним путевима у Истанбулу сваке године. Турски офшор једриличарски клуб одржава главне трке јахтама, као што је годишњи Трофеј поморских снага.

## Медији
Већина државних радијских и телевизијских станица сједиште има у Анкари, али је Истанбул основно чвориште турских медија. Индустрија своје коријене има у бившој османској пријестоници, гдје су објављене прве турске новине Takvim-i Vekayi (Календар послова) 1881. године. Чагалоглу улица у којој су штампане новине, улица Баби Али, убрзано је постала средиште турских штампаних медија, заједно са Бејоглуом на Златном рогу.
Данас се у Истанбулу издаје мноштво периодичних медија. Већина државних штампаних медија налази се у Истанбулу, са симултаним издањима у Анкари и Измиру. Хуријет, Сабах, Поста и Созџу, четири највеће новине у земљи, имају сједиште у Истанбулу, а сваки од њих има више од 275.000 седмичних продаја. Енглеско издање Хуријета, Хуријет дејли њуз, штампа се од 1961. године, а енглеско издање Сабаха, Дејли Сабах, први пут је објављено 2014. године. Неколико мањих новина, укључујући популарне публикације као што су Џумхуријет, Милијет и Хабертурк, такође имају сједиште у Истанбулу. У Истанбулу се штампају и дуготрајне јерменске новине, посебно дневне новине Мармара и Јаманак и двојезички недјељник Агос на јерменском и турском.
Радио емисије у Истанбулу датирају још из 1927. године, када је први радио пренос у Турској кренуо са Средишњег поштанског уреда у Еминону. Контролу овог преноса, као и других преноса успостављених у наредним десетљећима, пала је под државну Турску радијску и телевизијску корпорацију (ТРТК), која је од оснивања 1964. до 1990. држала монопол над радијским и телевизијским програмима. Данас ТРТК води четири државне радијске станице; ове станице имају предајнике широм земље, тако да могу допријети до 90% становништва земље, али само Радио 2 има сједиште у Истанбулу. Пружајући низ садржаја од образовних програма до преношења спортских догађаја, Радио 2 је најпопуларнија радијска станица у Турској. Истанбулски ваздушни таласи су најпрометнији у Турској, првенствено они који издају садржај на турском или енглеском језику. Један од изузетака, који нуди оба, јесте Ачик радио. Међу првим приватним станицама у Турској, уједно и прва која је пуштала страну популарну музику, јесте истанбулски Метро ФМ. Државни Радио 3, са сједиштем у Анкари, такође нуди популарну музику на енглеском, а вијести на енглеском нуди и НТВ радио.
ТРТ-чилдрен је једина ТРТК телевизијска станица са сједиштем у Истанбулу. Истанбул је сједиште неколико турских страница и регионалних сједишта међународних страница. Стар ТВ са сједиштем у Истанбулу била је прва приватна телевизијска мрежа успостављена на крају монопола ТРТК; Стар ТВ и Шоу ТВ (такође са сједиштем у Истанбулу) веома су популарне широм земље, емитујући америчке и турске серије. Канал Д и АТВ спадају у остале станице које приказују комбинацију вијести и серија; НТВ (партнер са америчком медијском мрежом Ем-Си-Ен-Би-Си) и Скај Турк — обје са сједиштем у граду — углавном су познате по својим вијестима на турском. Би-Би-Си има регионални уред у Истанбулу, пружајући подршку својим новинарским операцијама на турском, а амерички информативни канал Си-Ен-Ен успоставио је канал Си-Ен-Ен Турк на турском језику 1999. у граду. Пословни и забавник канал Си-Ен-Би-Си-и са сједиштем у Истанбулу започео је емитовање програма 2000. године.

## Образовање
Универзитет у Истанбулу, основан 1453. године, најстарија је турска институција у граду. Иако је првобитно био исламска школа, на универзитету су основана одјељења за право, медицину и науку у 19. вијеку, а након оснивања Турске Републике је секуларизован. Технички универзитет у Истанбулу основан је 1773. године, трећи је најстарији универзитет на свијету посвијећен искључиво инжињерским наукама. Поред ова два јавна универзитета у граду постоји још шест универзитета; други истакнути јавни универзитети у Истанбулу су Универзитет ликовних умјетности Мимар Синан, који је био главна турска институција умјетности све до седамдесетих година 20. вијека, и Универзитет Мармара, по величини трећи универзитет у земљи.
Већину универзитета у граду подржава влада, али град има и неколико истакнутих приватних институција. Први савремени приватни универзитет у Истанбулу, истовремено и најстарија америчка школа која постоји на својој првобитној локацији изван Сједињених Америчких Држава, јесте Колеџ Роберт основан 1863. године, који су основали Кристофер Роберт, амерички филантроп, и Сајрус Хемлин, мисионар посвијећен образовању. Терцијални елемент образовног програма Колеџа постао је јавни Универзитет Богазичи 1971. године; дио који је остао у Арнавуткоју наставио је да дјелује као средња школа под називом Колеџ Роберт. Приватни универзитети су званично стављени изван закона у Турској прије доношења устава 1962. године, али је опстало петнаест „виших школа”, које су дјеловале као универзитети, у Истанбулу све до 1970. године. Први приватни универзитет основан у Истанбулу од 1982. године био је Универзитет Коч (основан 1992), један је од десетине који су основани у предстојећем десетљећу. Данас, у граду постоји најмање 30 приватних универзитета, укључујући Комерцијални универзитет Истанбул и Универзитет Кадир Хас. У Башакшехиру се гради нови биомедицински центар за истраживање и развој, у коме ће се налазити 15.000 становника, 20.000 радника и универзитет по завршетку.
Године 2007, у Истанбулу је постојало 4.350 школа, од чега су половина биле основне школе; у просјеку, свака школа има је 668 ученика. У посљедњих неколико година, образовни систем у Истанбулу се знатно проширио, од 2000. до 2007. године, број разреда и учитеља се скоро удвостручио, а број ученика је повећан за скоро 60%. Галатасарајска средња школа, основан је 1481. године као Царска школа Галатског сараја, најстарија је средња школа у Истанбулу и друга најстарија образовна институција у граду. Изграђена је по налогу султана Бајазита II, који је покушавао да окупи ученике различитог поријекла као средство јачања свог све већег царства. Једна је од турских Анадолијских средњих школа, елитних јавних средњих школа које стављају јачи нагласак на наставу на страним језицима. Галатасарај, на примјер, нуди наставу на француском; друге анадолијске средње школе првенствено наставу изводе на енглеском или њемачком поред турског језика. Град има и стране средње школе, као што је Италијански државни лицеј у Истанбулу, основан је у 19. вијеку за образовање странаца.
Војна средња школа Кулели, дуж обале Босфора у Ченгелкоју, и Турска поморска средња школа, смјештена на Принчевим острвима, војне су средње школе, које допуњавају три војне академије — Турску ваздухопловну, Турску војну и Турску поморску академију. Средња школа Дарушафака пружа бесплатно образовање дјеци широм земље која немају једног или оба родитеља. Дарушафака започиње наставу у четвртом разреду, пружа образовање на енглеском и од шестог разреда нуди други страни језик — њемачки или француски. Остале истакнуте средње школе су Истанбул (основана 1884), Кабаташ Еркек (основана 1908) и Кадикој Анадолу (основана 1955).

## Јавне услуге
Први систем за водоснабдијевање Истанбула датира из ране историје града, када су акведукти (као што је Валенсов акведукт) депоновали воду у бројним градским цистернама. На захтјев Сулејмана Величанственог, изграђена је мрежа за водоснабдијевање Киркчесме; до 1562. године, мрежа је обезбиједила 4.200 m³ воде за 158 мјеста сваког дана. Годинама касније, као одговор на све већу јавну потражњу, вода из различитих извора је усмјеравана на јавне фонтане, као што је фонтана Ахмеда III, помоћу линија за снабдијевање. Данас, Истанбул има хлорисану и филтрирану воду, као и систем за обраду отпадних вода којим руководи Управа за воду и канализацију Истанбула.
Електрана Силахтар-ага, термоелектране на фосилна горива на Златном рогу, била је једини извор струје у граду између 1914. године, када је завршена градња прве централе, и 1952. године. Након оснивања Турске Републике, постројене је реновирано како би се прилагодило растућој потражњи за струјом; капацитет је од 23 мегавата 1923. године достигао врхунац од 120 мегавата 1956. године. Капацитет је опадао све док електрана није достигла крај свог економског живота и угашена је 1983. године. Државна Турска електроенергетска управа је од свог оснивања 1970. до 1984. године држала монопол над производњом и дистрибуцијом електричне енергије, али се управа — од подјеле на Турско предузеће за производњу електричне енергије и Турско предузеће за дистрибуцију електричне енергије — такмичи са приватним електроенергетским снабдјевачима.
Османско министарство поште и телеграфа основано је 1840. године и прва пошта, под именом Царски поштански уред, основана је у близини Јени џамије. До 1876. године, успостављена је прва међународна поштанска мрежа између Истанбула и иностранства. Султан Абдулмеџид I је Семјуелу Морзеу издао прву званичну дозволу за телеграф 1847. године и изградњу прве телеграфске линије — између Истанбула и Једрена — која је завршена на вријеме за објаву краја Кримског рата 1856. године. Први телефонски систем у Истанбулу је започет 1881. године и након што је прва ручна телефонска станица постала оперативна 1909. године, министарство поште и телеграфа постало је министарство пошта, телеграфа и телефоније. GSM мобилна мрежа у Турску је стигла 1994. године, а Истанбул је био међу првим градовима који су добили ту услугу. Данас, мобилне и фиксне телефонске мреже објезбјеђују приватна предузећа, након што је Турски телеком, који се одвојио од министарства пошта, телеграфа и телефоније 1995, приватизован 2005. године. Поштанске услуге су остале у надлежности Поштанске и телеграфске организације.
Истанбул је 2000. године имао 137 болница, од чега је 100 било приватно. Турски држављани имају право на субвенциону здравствену заштиту у државним болницама. Јавне болнице често знају бити преоптерећене, па су приватне пожељније за оне који их могу приуштити. Њихова преваленца се значајно повећала током посљедњег десетљећа, пошто је проценат пацијената у приватним болницама порастао са 6% на 23% између 2005. и 2009. године. Многе од ових приватних болница, као и неке од јавних болница, снабдјевене су високотехнолошком опремом, што су МРИ машине, или су повезане са медицинским истраживачким центрима. У Турској има више болница које је акредитовала Заједничка комисија у САД, него било која земља на свијету, од којих се већина налази у већим градовима. Висок квалитет здравствене заштите, нарочито у приватним болницама, допринијео је недавном расту медицинског туризма у Турској (са повећањем од 40% од 2007. до 2008). Ласерска операција ока посебно је честа међу медицинским туристима, јер је Турска позната по специјализацији у овом поступку.

## Саобраћај
Главни истанбулски ауто-путеви су А1, А2, А3 и А4. Ауто-пут 1 формира унутрашњи градски путни прстен, прелазећи преко Босфорског моста, док Ауто-пут 2 формира спољашњи прстен око града, прелазећи преко Муста Султана Мехмеда Освајача. А-2 наставља западно ка Једрену, док А-4 наставља источно према Анкари; А-2, А-3 и А-4 дио су Европског пута Е80 (Трансевропски ауто-пут) који пређе из Португалије и води све до турско-иранске границе. Године 2011, преко првог и другог моста на Босфору прешло је 400.000 возила дневно. Мост Султана Селима Храброг у промет је пуштен 26. августа 2016. године. Еколошке групе вјерују да ће трећи мост преко Босфора додатно угрозити зелена подручја у сјеверном Истанбулу. Поред три моста преко Босфора, испод мореуза пролази Евроазијски тунел дужине од 14,6 km (у промет пуштен 20. децембра 2016) кроз који се одвоји саобраћај моторним возилима између европске и азијске стране Турске.
Градски јавни саобраћајни систем у Истанбулу чини сложена мрежа трамваја, успињача, метроа, аутобуса, брзих аутобуса и трајекти. Систем плаћања превоза је интегрисан, користећи бесконтактну Иистанбулкарту уведену 2009. године или старији Акбил електрички уређај за улазнице. Трамваји у Истанбулу датирају из 1872. године, када су их вукли коњи, али су чак и први електрични трамваји уклоњени из употребе још шездесетих година 20. вијека. Трамваји, под руководством Истанбулске електроенергетске, трамвајске и тунелска генералне управе, полако су враћени у град деведесетих година са увођењем носталгичне путање и брже савремене трамвајске линије, која сада превози 265.000 путника на дан. Тунел је отворен 1875. године као друга најстарија подземна жељезница на свијету (послије Лондонске метрополитанске жељезнице). Још увијек превози путнике између Каракоја и Истиклал авеније стрмом стазом дужине од 573 м; савременија успињача између трга Таксим и Кабаташа покренута је 2006. године.
Истанбулски метро садржи пет линија (М1, М2, М3 и М6 на европској страни и М4 на азијској страни), са неколико других линија (М5, М7 и М8) и проширењима у изградњи. Двије стране Метроа спојене су испод Босфора Мармараја тунелом, који је пуштен у употребу 2013. године као прва жељезничка веза између Тракије и Анадолије. Са завршетком Мармараје, употреба жељезнице у граду порасла је на 28% (са пријашњих 4%), заостајући само за Токијом и Њујорком. До тада, аутобуси су вршили превоз између двије половине града, превозећи 2,2 милиона путника сваки дан. Метробус, облик брзом транспортног аутобуса, прелази Босфорски мост, са намјенском путањом да његових терминала. ИДО управља комбинацијом свих путничких трајеката и ауто-путничких трајеката до лука на обје стране Босфора, сјеверно до Црног мора. Са додатним одредиштима по Мраморном мору, ИДО управља највећим општинским трајектним операцијама на свијету. Главни термин за бродове у граду је Истанбулска лука у Каракоју, са капацитетом од 10.000 путника по сату. Већина посјетилаца у Истанбул стиже путем ваздуха, али сваке године око пола милиона страних туриста у град улази према мора.
Међународна жељезничка служба од Истанбула покренута је 1898. године, са линијом између Букурешта и истанбулског Сиркечи терминала, који је на крају постао познат као источни терминал Оријент експреса из Париза. Редовна служба до Букурешта и Солуна настављена је до почетка другог десетљећа 21. вијека, када је прва прекинута због градње Мармараје, док је друга прекинута због економски проблема у Грчкој. Након што је отворен истанбулски Хајдарпаша терминал 1908. године, служио је као западни терминал Багдадске жељезнице и проширење Хеџаске жељезнице; данас, ниједна од ових услуге не нуди се непосредно из Истанбула. Услуге ка Анкари и другим тачкама у земљи обично је нудила Турска државна жељезница, али изградњом Мармараје и брзе пруге Анкара—Истанбул станица је затворена 2012. године. Отварање нових станица које ће замијенити и Сиркечи и Хајдарпаша терминале, као и повезивањем жељезничких мрежа у граду, очекује се након завршетка пројекта Мармараја; до тада, Истанбул је без међуградске жељезничке услуге. Приватна аутобуска предузећа врше превоз умјесто жељезнице. Главна аутобуска станицу у Истанбулу је највећа у Европи, са дневним капацитетом од 15.000 аутобуса и 600.000 путника, нудећи превоз до удаљених дестинација као што је Франкфурт.
Истанбул има два међународна аеродрома. Највећи је аеродром Истанбул Ататурк, 24 km западно од градског центра. У 2015. години је управљао са 61,5 милионом путника, што га је учинило трећим највећим аеродромом у Европи и осамнаестим најпрометнијим на свијету. Међународни аеродром Сабиха Гокчен, 45 km југоисточно од градског центра, отворен је 2001. како би се Ататурк растеретио. Са претежно нискотарифним превозницима, други истанбулски аеродром је убрзо постао популаран, нарочито од отварања новог међународног терминала 2009. године; аеродром је руководио са 14,7 милиона путника у 2012. години, годину након што га је Међународни савјет аеродрома именовао најбрже растућим аеродромом на свијету. Ататурк је такође доживио убрзан раст, с обзиром да је раст од 20,6% у путничком саобраћају између 2011. и 2012. био највећи међу 30 највећих аеродрома на свијету. Због саобраћаја на постојећим истанбулским аеродромима, у плану је изградња трећег аеродрома на обали Црног мора. Изградња нове писте на Ататурку је одбијена због трошкова; питања животне средине такође иду у прилог изградњи новог аеродрома. Тренутно у изградњи, нови међународни аеродром постаће највећи аеродром на свијету након завршетка све четири фазе пројекта, са капацитетом услуге за 150 милиона путника у години.

## Партнерски градови
Истанбул је збратимљен са 39 градова широм свијета. То су:
- Алмати, Казахстан
- Аман, Јордан
- Бангкок, Тајланд
- Барселона, Шпанија
- Бејрут, Либан
- Бенгази, Либија
- Берлин, Њемачка
- Бусан, Јужна Кореја
- Каиро, Египат
- Констанца, Румунија
- Келн, Њемачка
- Дамаск, Сирија
- Дубаи, Уједињени Арапски Емирати
- Драч, Албанија
- Пловдив, Бугарска
- Гуангџоу, Кина
- Хјустон, Сједињене Америчке Државе
- Џакарта, Индонезија
- Џеда, Саудијска Арабија
- Џохор Бахру, Малезија
- Картум, Судан
- Казањ, Русија
- Лахор, Пакистан
- Мари, Туркменистан
- Мексико Сити, Мексико
- Нџамена, Чад
- Одеса, Украјина
- Ош, Киргистан
- Рабат, Мароко
- Рио де Жанеиро, Бразил
- Сарајево, Босна и Херцеговина
- Шангај, Кина
- Шимоносеки, Јапан
- Санкт Петербург, Русија
- Скопље, Северна Македонија
- Табриз, Иран
- Тбилиси, Грузија
- Тунис, Тунис
- Венеција, Италија

Поред братских односа са горе наведеним градовима, Истанбул има потписан протокол о сарадњи са многим градовима, међу којима се налазе:
- Атина, Грчка
- Беч, Аустрија
- Будимпешта, Мађарска
- Букурешт, Румунија
- Варшава, Пољска
- Кабул, Авганистан
- Казабланка, Мароко
- Кјото, Јапан
- Лахор, Пакистан
- Москва, Русија
- Напуљ, Италија
- Париз, Француска
- Праг, Чешка
- Сеул, Јужна Кореја
- Си’ан, Кина
- Стокхолм, Шведска
- Стразбур, Француска
- Торонто, Канада
- Фиренца, Италија

Са осталим градовима Истанбул има потписан Протокол о добрим намјерама, међу којима су:
- Аден, Јемен
- Акра, Гана
- Богота, Колумбија
- Гјонгсангбук-до, Јужна Кореја
- Гуангџоу, Кина
- Дакар, Сенегал
- Карачи, Пакистан
- Мека, Саудијска Арабија
- Милано, Италија
- Монровија, Либерија
- Нџамена, Чад
- Панџаб, Пакистан
- Тбилиси, Грузија
- Франкфурт, Њемачка
- Џуба, Судан